# 김명진 (1904년)
김명진(金明辰, 1904년 10월 8일 ~ 1965년 4월 10일)은 대한민국의 독립운동가 겸 정치인이다. 본관은 수안. 한학(漢學)에 능통하였으며 자국어인 한국어 이외에도 중국어와 일본어에 능통하였다.

## 별칭
아명(兒名)은 김형오(金炯梧)·김명준(金明埈)이며, 호(號)는 산남(山南)·청호(靑虎)·찬수(贊樹, 鑽樹)·법천(法天)·협촌(峽村)·둔촌(屯村)·회촌(回村)이다.

## 생애
경기도 인천 제물포 내동촌(京畿道 仁川 濟物浦 內洞村)에서 출생하였으며 지난날 한때 경기도 김포군 검단면 원당리(京畿道 金浦郡 黔丹面 元堂里)에서 잠시 유아기를 보낸 적이 있는 그는 1919년 3월, 경기도 인천고등상업학교 3학년에 재학 중 동급생들과 함께 동맹 휴학을 벌이던 차에 3·1 만세 운동이 전국으로 확산되는 과정에서 교내에서 일경의 사주를 받은 교원들에 대항을 하면서 항일 투쟁을 전개하였다. 인천고등상업학교 등등의 학교에서 동맹 맹휴 사태가 일어나자 일본 경찰은 학교 교원을 통하여 단체 성향 동맹 휴교 사태 돌입 중인 학생들에 대한 감시를 강화하고 있었다. 그리하여 김명진 등은 교원들로부터 심한 감시와 통제를 받는 고통을 받고 있었는데 이 과정에서 김명진은 교원들의 감시와 통제에서 전격 탈출키 위해 차라리 교내 통신망을 절단할 계획을 세우고, 동급생 이만용(李萬用)·선배 박철준(朴喆俊) 등과 함께 행동대를 조직하고 교내 통신망 절단 계획을 실행에 옮겼다. 그리하여 3월 8일 오후 9시경, 김명진·박철준은 인천공립보통학교 내에 몰래 들어가 전선 절단용 가위로 전화선을 절단하고, 사무실 전화기도 파손하면서 외부와의 통신을 절단하는데 성공하였다. 나아가 조직적인 동맹 관련 휴학을 계획하던 중, 지난 일이 발각되면서 김명진·박철준 등은 일경에 피체되고 말았다. 이 일로 인하여 그는 결국 퇴학되어 1919년 6월 21일 경성지방법원에서 소위 보안법·전신법·절도 관련 혐의 등으로 징역 2년형을 언도받았으나, 항소 관련 공소하여 같은 해(1919년) 7월 25일을 기하여 경성복십범원에서 징역 1년 6월형을 감형받고 옥고를 치렀다.
그 후 1923년 중화민국 장쑤 성 상하이로 망명하여 대한민국 임시정부 예하에서 1923년에서 1931년까지 한국독립당 국가민족자치행정위원을 지냈으며 1931년 한국독립당 탈당하였지만 이후 1932년 한국독립당 복당하여 한국독립당 국가민족군사책략위원 직을 1년간 지냈고 1933년 한국독립당 재탈당하였으며 이후로도 대한민국 임시 정부 예하 1~2급 첩보대원 활동한 그는 1936년 한국독립당 재복당하여 1936년에서 이후 1946년 12월까지 한국독립당 민족행정과학특보위원 직을 지냈고 1945년 중화민국 쓰촨 성 충칭에서 8.15 조선 광복을 목도한 그는 1946년 6월 조선 고국에 귀국하여 귀국 직후에는 주로 서울과 인천에 정주하였으며 1946년 12월 한국독립당을 탈당하였고 1947년 12월 한국민주당 입당하여 한국민주당 국가지방자치행정위원 직위를 지냈지만 1949년 12월 한국민주당을 탈당하였다.
이후 1950년 경기도 인천시장 직무대행 서리 직책을 잠시 지냈다.

## 학력
- 1917년 경기도 인천 부평보통학교 졸업
- 1919년 경기도 인천고등상업학교 중퇴

## 서훈
- 그의 사후 대한민국 정부에서는 고인의 공훈을 기리어 1996년 3월 1일, 대한민국 건국훈장 애족장을 추서하였다.